# Vararia ochroleuca
Vararia ochroleuca är en svampart som först beskrevs av Bourdot & Galzin, och fick sitt nu gällande namn av Donk 1930. Vararia ochroleuca ingår i släktet Vararia och familjen Lachnocladiaceae.  Arten är reproducerande i Sverige. Inga underarter finns listade i Catalogue of Life.